# Писчёво
Писчёво — деревня в Орехово-Зуевском муниципальном районе Московской области. Входит в состав сельского поселения Ильинское. Население — 0 чел. (2010).

## Расположение
Деревня Писчёво расположена в юго-западной части Орехово-Зуевского района, примерно в 39 км к югу от города Орехово-Зуево. По юго-восточной окраине деревни протекает река Десна. Высота над уровнем моря 128 м.

## История
В 1926 году деревня входила в Мосягинский сельсовет Ильинской волости Егорьевского уезда Московской губернии.
До 2006 года Писчёво входило в состав Ильинского сельского округа Орехово-Зуевского района.

## Население
В 1926 году в деревне проживало 202 человека (90 мужчин, 112 женщин), насчитывалось 49 крестьянских хозяйств. По переписи 2002 года — 3 человека (2 мужчины, 1 женщина).
| 1926 | 2002 | 2006 | 2010 |
| ---- | ---- | ---- | ---- |
| 202  | ↘3   | →3   | ↘0   |